# Phytoecia modesta
Phytoecia modesta là một loài bọ cánh cứng trong họ Cerambycidae.